# Acalypha decaryana
Acalypha decaryana é uma espécie de flor do gênero Acalypha, pertencente à família Euphorbiaceae.